# Пилотти, Винченцо
Винченцо Пилотти (итал. Vincenzo Pilotti, 13 февраля 1872, Асколи-Пичено, Марке — 22 марта 1956, Асколи-Пичено) — итальянский архитектор и инженер-строитель периода новеченто.
Винченцо Пилотти был родом из Абруццо, учился в Институте изящных искусств в Риме (Istituto di Belle Arti di Roma), а затем в Академии изящных искусств во Флоренции (Accademia di Belle Arti a Firenze).
В 1897 году он стал профессиональным архитектором и преподавал сначала в технических институтах Кальтаджироне (Сицилия) и Асколи-Пичено, затем в университете Кальяри (Сардиния), а затем в Пизанском университете, где его учеником был впоследствии известный архитектор Джованни Микелуччи.
Винченцо Пилотти был удостоен Ордена Короны Италии, был муниципальным советником и членом строительных комиссий в различных городах, он с энтузиазмом занимался архитектурным и инженерным проектированием, участвовал и получал награды в различных конкурсах. В Пескара он построил несколько престижных общественных сооружений: дворец Музии (palazzo Muzii) на корсо Черулли (ранее корсо Тривио), вилла Камилла (Villa Camilla), новое здание почтового отделения (palazzo delle Poste).
Работая с 1927 года в Пескара и Асколи вместе с Чезаре Баццани, в «стиле новеченто», характерном для фашистской эпохи — эклектичном сочетании неоклассицизма и футуризма, в период расширения и интенсивной застройки этих городов, он создавал престижные сооружения, такие как здание «Муниципалитета с ликторской башней» (Рalazzo del Municipio con torre littoria, Palazzo di Città, 1935), задуманное вместе с площадью в форме буквы М (в честь Муссолини).
Пилотти поддерживал дружеские отношения с многими именитыми заказчиками, государственными деятелями, выдающимися музыкантами: Пьетро Масканьи и Джакомо Пуччини, с художником Адольфо де Каролисом.
- Палаццо Музии. Пескара. 1930
- Палаццо дель Муниципио (Palazzo di Città) с ликторской башней. Пескара. 1935
- Кинотеатр «Массимо». Пескара. 1936
- Здание местного самоуправления (Рalazzo della Provincia). Пескара. 1935—1936